# Amador d'Auxerre
Amador d'Auxerre (Auxerre, 344 - 1 de maig de 418), en francès Amadour o Amatre, fou bisbe d'Auxerre des de 388. És venerat com a sant a tota la cristiandat. No s'ha de confondre amb el llegendari sant Amador de Ròcamador, creat a partir del bisbe d'Auxerre i celebrat el 20 d'agost.

## Biografia
Amador nasqué en una família noble. Volia fer carrera eclesiàstica i estudià teologia, però per acontentar els seus pares es casà amb Marta, dona pietosa de Langres (hi és venerada localment com a Santa Marta). Un cop casats, acordaren viure castament i evangèlica, com si fossin germà i germana. Després, Marta es feu monja i Amador rebé la tonsura eclesiàstica.
Fou consagrat bisbe d'Auxerre en 388 i governà la seu fins a la seva mort. Feu construir dues esglésies i convertí els pagans de la diòcesi. Hi portà les relíquies de Sant Quirze i en difongué el culte a França.

## Posteritat i veneració
El succeí Germà d'Auxerre, que n'escrigué la vida. Sebollit a la catedral d'Auxerre, fou venerat com a sant i la seva festa es marcà al Martirologi romà l'1 de maig. Les seves relíquies desaparegueren durant la Revolució francesa.
Probablement, la confusió entre la figura del bisbe i la d'algun eremita de la zona va donar lloc, a Ròcamador, al seu desdoblament i a la creació de la figura llegendària de Sant Amador de Ròcamador.

### Llegendes
Una altra biografia fou escrita per un tal Esteve al segle vii, però és molt fantasiosa i es considera com una obra narrativa sense versemblança històrica. Segons aquesta font,Amador era el fill únic d'uns nobles d'Auxerre, que el prometeren en matrimoni amb una pubilla rica, Marta. El dia del matrimoni, el bisbe Valerià, ja molt vell, s'equivocà i en comptes de llegir la benedicció nupcial, va dir el ritu d'ordenació dels diaques, per la qual cosa consagrà Amador com a religiós. Els dos joves nuvis acordaren viure en castedat.
Segons una tradició sense fonament, Amador fou qui consagrà com a bisbe Patrici d'Irlanda, en un dels hipotètics viatges que aquest feu a la Gàl·lia. Quan Amador ja era gran, governava Auxerre el jove patrici Germà, apassionat per la cacera. Tot i que era cristià, mantenia el costum pagà de penjar els caps dels animals caçats d'un perer al mig de la plaça de la vila, ritu que venia a ésser una ofrena als déus. Amador recriminà al governador la seva actitud, però Germà no en feia cas, per la qual cosa Amador tallà la perera quan Germà no hi era. Aquest, furiós, amenaçà el bisbe i Amador s'absentà de la ciutat un temps, anant a Autun, on va tenir la revelació que Germà seria el seu successor com a bisbe. En tornar a Auxerre, convocà el poble a la catedral i, un cop tothom era dintre, tancà les portes, prengué Germà per la força, i, amb l'ajut dels clergues, el tonsurà i el consagrà bisbe d'Auxerre, càrrec que acceptà en morir poc després Amador.